# Pedro María de Unanue

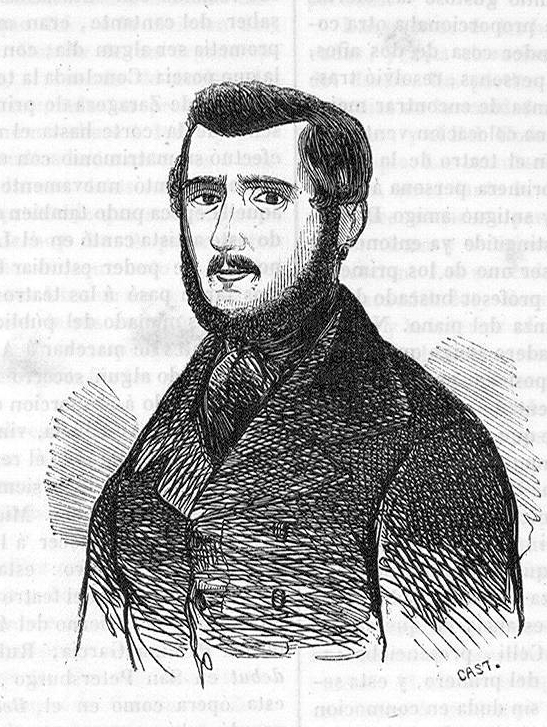
Retrato de Unanue en el Semanario Pintoresco Español

Pedro María de Unanue Iramategui (1814-1846) fue un tenor español. Se trató del primer tenor de talla internacional del País Vasco. En su breve carrera artística, murió cuando contaba treinta y un años de edad, recorrió los más importantes escenarios operísticos europeos y compartió escena con figuras como Rubini y Paulina Viardot.

## Biografía
Pedro María de Unanue nació el 15 de agosto de 1814 en la localidad vizcaína de Ondárroa, en el País Vasco, España. Su padre era original de la vecina localidad de  Motrico (lo que ha hecho que en algunas ocasiones se le asignara a Pedro María esta localidad como su lugar de nacimiento) mientras su madre era ondarresa. En 1828 se traslada a Lequeitio, junto con su maestro, el organista Echeverría, donde entra en el coro de la Basílica de la Asunción de Nuestra Señora. En 1831 con el apoyo del organista consigue un contrato para cantar en Santander. Al año siguiente logra plaza en el coro de la catedral.

En la ciudad cántabra reside por tres años y se traslada a Madrid con intención de ingresar en el conservatorio, siendo rechazado su ingreso por, en opinión de su director Piermarini, «el excesivo poder del tenor».  En Madrid conoce a Reart, quien sería su verdadero maestro, y a Ramón Carnicer, quien lo ayuda para entrar en el coro del Teatro de la Cruz en 1836, donde destaca como solista y donde trabaja, alternando con el Teatro del Príncipe, hasta 1842. En 1836 ya es reconocido y figura en la cabecera de los elencos de los principales programas de ópera de la capital española. De Madrid sale a Sevilla, Cádiz y Granada, donde obtiene un gran éxito junto a Paulina Viardot. En 1842 es contratado por la compañía lírica de Granada como primer tenor. En Granada, consolidada su madurez artística, obtiene grandes éxitos, siendo el tenor más aplaudido y cotizado del Estado.

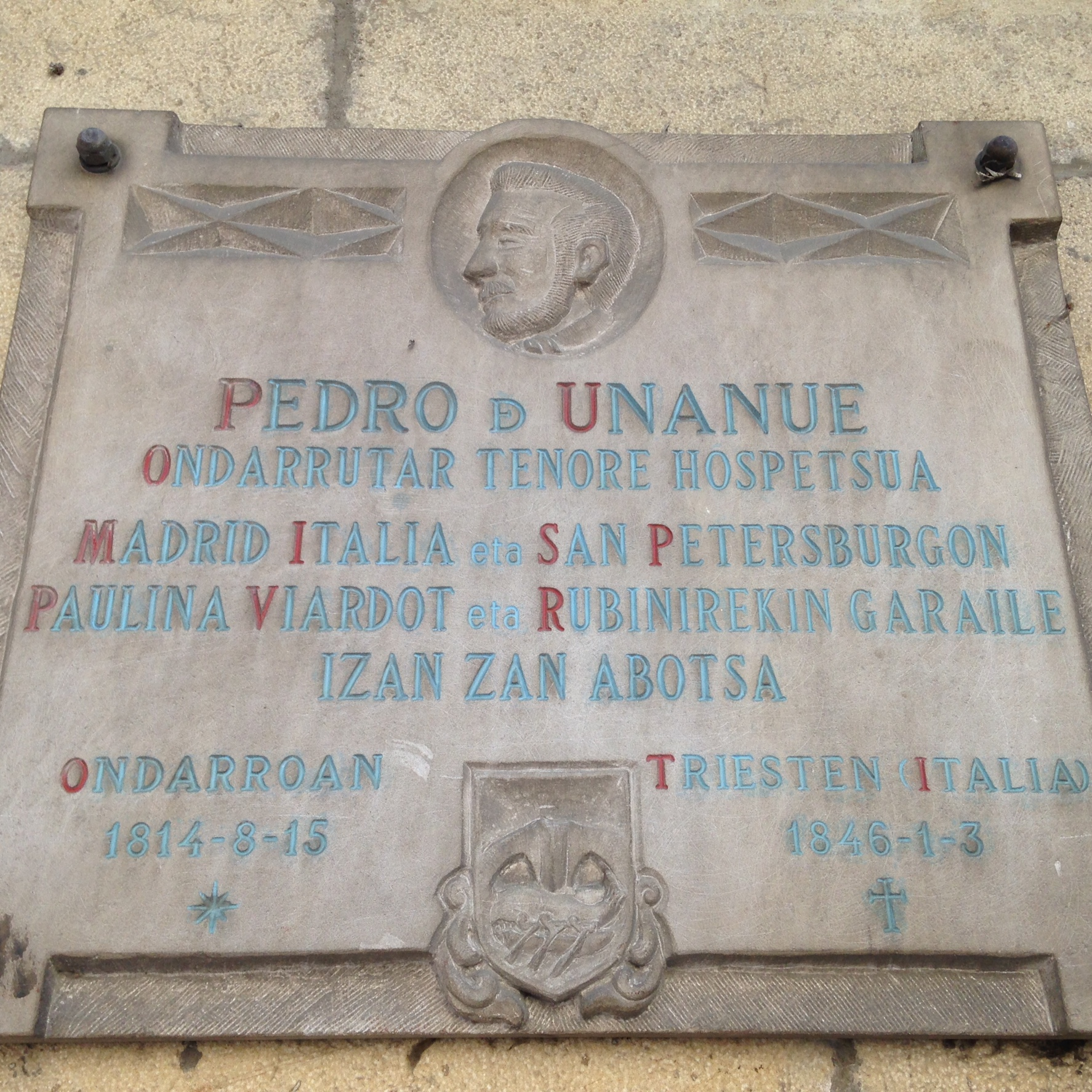
Placa homenaje a Pedro María Unanue en la fachada de su casa natal.

En el verano de 1844 marcha a San Petersburgo, uno de los lugares emblemáticos de la ópera europea de la época, donde había firmado contrato con el Gran Teatro Maryinsky . En San Petersburgo obtiene una excelente acogida y crítica, llegando a recibir, como era costumbre con los grandes cantantes, una actuación en su beneficio, fue aclamado junto a Rabin, el mejor tenor de la época. Cantó junto a Rubinni, quien llegó a decir de Unanue «Unanue será, en poco tiempo, uno de los mejores tenores de Europa». 
Cuando partió a Rusia estaba casado y tenía un hijo. En el verano de 1845 llega a Italia, canta en Bérgamo como primer tenor con Sofia Loewe y se traslada a Trieste donde enferma y muere el 3 de enero de 1846.
El crítico musical Joaquín Espín y Guillén juzgaba así al malogrado tenor: 

La voz de Unanue era extensa y robusta hasta el máximo, pues lograba del la grave (clave de fa) al do agudo en la extensión de un tenor sfogatto. Su carácter y tesitura de voz correspondía más al género serio que el de gracia o mezzo carattere; así es que en la Norma, Belisario, Zalmira, Esule di Roma y otras del mismo género, destacaba con notable ventaja a cuantos tenores de su cuerda (con poquísimas excepciones) habíamos escuchado en Madrid. No se creí en lo que acabamos de exponer que a Unanue le era extraño el repertorio de mezzo carattere; se la había aplaudido un sin número de veces en la Lucia, Lucrezia, Roberto de Evreux y el Templario, pues tenía el recurso de alcanzar las notas elevadas de la voz de tenor sin fatiga, y sin que en la pronunciación aparentas la menor violencia.

## Algunas de sus actuaciones
- Marzo de 1836 primer papel operístico, el de Pollione en Norma de Bellini.
- Marzo de 1839 canta La Straniera de Bellini junto a Carlota Villó.
- Julio de 1839, protagoniza el estreno en España de Lucrezia Borgia de Donizetti.
- Verano de 1839, estrena Chiara de Rosamberg.
- Enero de 1840,  estrena, con la Villó y con Calvet, Cleonice, Regina di Siria de Baltasar Saldoni.
- Desde abril de 1840 hasta finales de 1841, gira por Andalucía, El Barbero de Sevilla de Rossini, I Puritani de Bellini, Anna Bolena de Donizetti, la revisión --hecha por el propio autor-- del Moisés de Rosinni, así como La Conjuración de Venecia de Ventura Sánchez y El Solitario de Eslava, entre otras.
- Finales de 1941, en Madrid,  La Tregua de Ptolemaida, del maestro Eslava, Interviene asimismo en Alina, Regina di Golconda, de Donizetti y en L'Elisir d'Amore.

- En 1845, en Bérgamo,  la donizatiana Gamma di Vergy e I Due Foscari de Verdi.
- En 1945, en Triestre, Medea de Paccini.[2]